# 林愛民
林愛民（1508年—？），字惟政，號肖雲，福建福寧州人，民籍，明朝政治人物。

## 生平
嘉靖十年（1531年）辛卯科福建鄉試第十名舉人。嘉靖二十三年（1544年）中式甲辰科會試第六十一名，登第二甲第三十三名進士。初授户部主事，榷税九江，升员外郎、郎中，管太仓银库。三十一年贬官武昌府興國州同知，署理大冶县知县。后调任嘉兴府通判。嘉靖三十三年，倭寇犯境，他与士卒坚守城楼40日，直至围解。府属桐乡县无城，他倡筑城池，完工后倭寇至，该县得以免受侵犯。再调保定府通判，后复任户部郎中。三十九年升任廣東按察司佥事，分守北海道，将没收的盗珠贼船百余艘发给民众作生产用船。后朝廷下达采珠任务，因违背钦差巡按意旨，被罢官而归。编著有《大冶志》、隆庆《福宁州志》和诗文集《肖云稿》。

## 家族
曾祖林縢；祖父林文孟，貢士；父林況，母盛氏。慈侍下。